# Мислець (присілок)
Мисле́ць (рос. Мыслец, чув. Мисчĕ) — присілок у складі Шумерлинського району Чувашії, Росія. Входить до складу Торханського сільського поселення.
Населення — 92 особи (2010; 130 у 2002).
Національний склад:
- росіяни — 53 %
- чуваші — 42 %